# St. Andreas (Nesselwang)

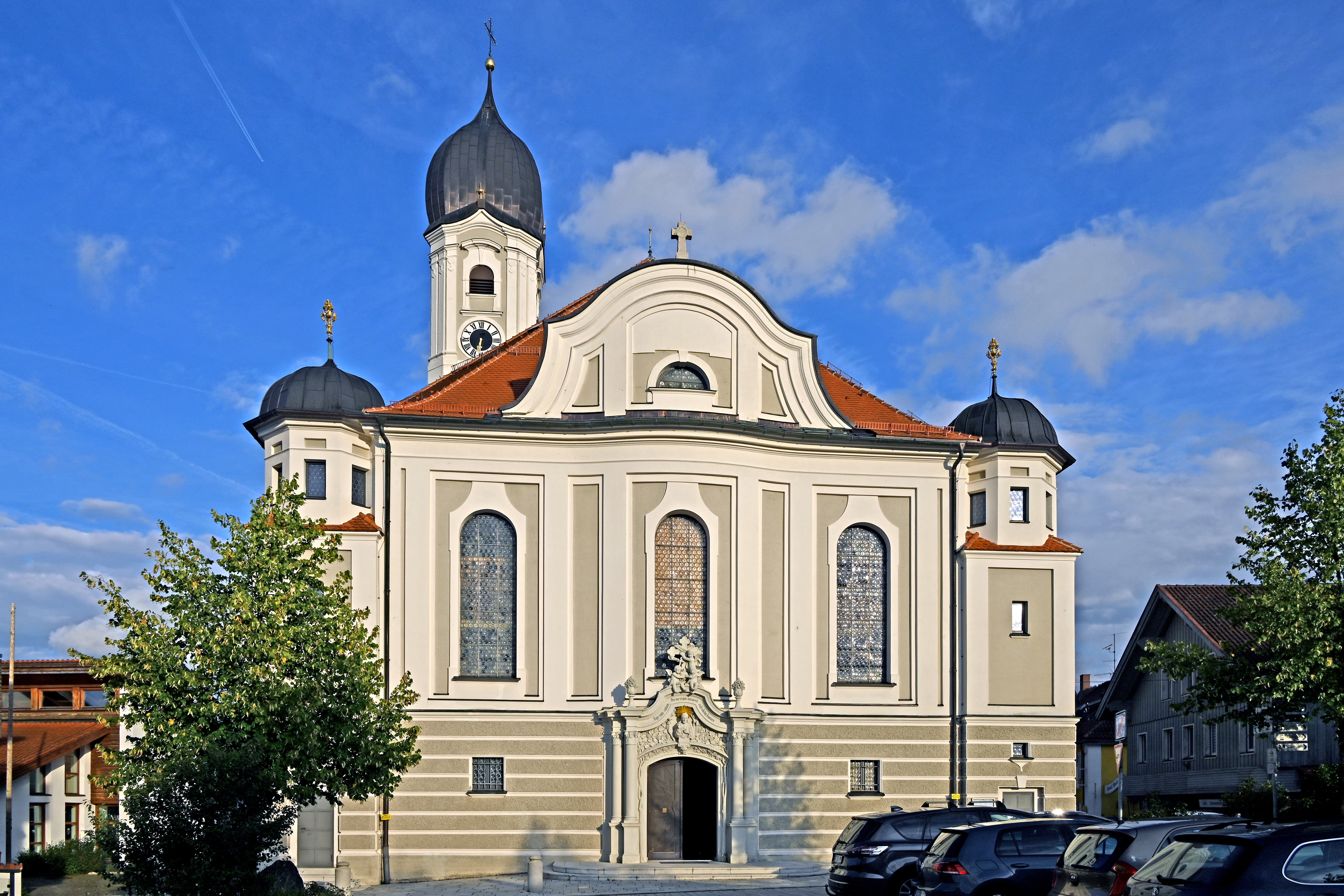
St. Andreas von Westen

St. Andreas ist die katholische Pfarrkirche von Nesselwang.

## Geschichte
Die Wandermönche St. Magnus und Tozzo verkündeten in der Region des heutigen Ortes Nesselwang wohl schon um die Mitte des 8. Jahrhunderts den christlichen Glauben; St. Magnus soll einer Legende nach in Nesselwang eine Betzelle angelegt haben. Vermutlich wurde schon in dieser Zeit die Pfarrei St. Andreas gegründet, die damit zu den ältesten Pfarreien der Gegend gehören dürfte. Im Jahr 1059 erhielt der Augsburger Bischof von Agnes, der Mutter des Kaisers Heinrich IV., den Wildbann über den Forst zwischen Lech, Wertach und Iller. Im 11. oder 12. Jahrhundert wurde südlich von Nesselwang eine Burg errichtet; die erste urkundliche Erwähnung dieses Bauwerks stammt aus dem Jahr 1332. Diese Nesselburg wurde noch im 14. Jahrhundert zur hochstiftischen Augsburger Vogtei und blieb bis zu ihrer Zerstörung durch einen Brand 1595 Amtssitz der bischöflichen Pfleger von Nesselwang. Diese erhielten wenig später einen Amtssitz innerhalb des Ortes. Nesselwang wurde bis zur Säkularisation 1803 vom Hochstift Augsburg verwaltet.

### Erste Andreaskirche in Nesselwang
Der erste nachweisbare Kirchenbau in Nesselwang wurde im frühen 15. Jahrhundert durchgeführt. Die spätgotische Kirche St. Andreas besaß einen achteckigen Chor, an den sich auf der Nordseite der Turm anschloss. Dessen unterer Teil ist wahrscheinlich im heutigen Turm von St. Andreas erhalten geblieben. Diese erste bekannte St.-Andreas-Kirche in Nesselwang besaß neben dem Hauptaltar auch zwei Seitenaltäre, die der Gottesmutter und Johannes dem Täufer gewidmet waren. Ein weiteres noch bekanntes Ausstattungsstück ist ein Palmesel aus der Zeit um 1470/80, der sich mittlerweile im Frauenhausmuseum in Straßburg befindet. Die Kirche wurde um 1480/90 neu ausgestattet, und zwar durch den Meister des Imberger Altars. Etliche Ausstattungsstücke aus dieser Phase sind erhalten geblieben; in St. Andreas selbst allerdings nur eine Figur der heiligen Margareta.
Diese erste Nesselwanger Andreaskirche wurde während eines Einfalls kaiserlicher Truppen im Dreißigjährigen Krieg zerstört, doch konnte ein Teil des Figurenschmucks gerettet werden. 1642 erfolgte ein notdürftiger Wiederaufbau der Kirche.
Gegen Mitte des 17. Jahrhunderts erhielt die Kirche eine neue Altarausstattung von Peter Babel, wobei wahrscheinlich die bereits vorhandenen Skulpturen weiterverwertet wurden. Der Turmstumpf wurde 1651 mit einer barocken welschen Haube versehen. Von vier Glocken, die die Gemeinde 1672 stiftete, ist eine erhalten geblieben, die sogenannte „Elfere“. Sie wurde bei Melchior Ernst in München gegossen.

### Neubau von 1683/85
Ein Neubau ersetzte die alte Andreaskirche in den Jahren 1683 bis 1685. Er wurde von dem Wessobrunner Klosterbaumeister Johann Schmuzer geplant und von Rasso Bader als Bauleiter ausgeführt. Das Bauwerk hatte einen eingezogenen, dreiseitig geschlossenen Chor und war, vermutlich ebenfalls nach Plänen Schmuzers, im Inneren stuckiert. Diese Kirche wurde am 20. Mai 1685 geweiht. Die Deckenfresken von Balthasar Riepp zeigten im Chor das letzte Abendmahl und die vier Kirchenväter und im Langhaus neben Christus und Maria die Apostel. Die Orgel stammte von Marx Ehinger aus Aitrang.
Schon in den Jahren 1698 bis 1700 wurde das Kirchenschiff nach Westen um 4,5 Meter verlängert und mit einem neuen Dachstuhl versehen. Die Planung dieses Umbaus lag in den Händen Johann Jakob Herkomers. Aus der Werkstatt des Pfronteners Nikolaus Babel stammten drei neue Altäre, die in den Jahren 1703 bis 1706 geliefert wurden. Sie waren dem heiligen Andreas, dem heiligen Stephan und der heiligen Ursula und ihren Gefährtinnen gewidmet und wurden 1905 abgetragen. Schon 1778 war allerdings eines der Altarbilder durch ein Rosenkranzbild von Franz Anton Weiß ersetzt worden, das erhalten geblieben ist.
Nachdem der Turm bei einem Sturm beschädigt worden war, ließ Franz Xaver Kleinhans ihn 1748 bis auf das untere, etwa 11 Meter hohe Drittel abtragen und dann auf die heutige Höhe von 54 Metern neu aufmauern.
Deutliche Veränderungen der Barockkirche fanden bei einer historistischen Renovierung im 19. Jahrhundert statt. Ein Teil des Stucks wurde vom Gewölbe entfernt, die Deckengemälde wurden retuschiert, die Altäre neu gefasst und sowohl die Kanzel als auch die Beichtstühle erneuert. 1898 wurde das Gotteshaus um eine Friedhofskapelle im neuromanischen Stil ergänzt, die von Ferdinand Schildhauer entworfen wurde.

### Neubau von 1904/06
Nachdem die barocke Kirche für zu klein und baufällig befunden worden war, legte man am 9. Oktober 1904 den Grundstein für die nächste St.-Andreas-Kirche in Nesselwang. Schildhauer, der schon die Friedhofskapelle geplant hatte, lieferte auch die Entwürfe für diesen äußerlich neobarocken Kirchenbau. Er wurde um die alte Kirche herum errichtet, die anschließend bis auf den Turm abgerissen wurde. Im Inneren wurde die Kirche nun im Neorokoko gestaltet. Mit der Ausmalung wurde Waldemar Kolmsperger der Ältere beauftragt, der von seinem gleichnamigen Sohn unterstützt wurde. Die plastischen Arbeiten stammen von Ernst Fischer und Karl Schier, die Dekorationsmalereien von Julius Fischer aus Füssen, die Altarfiguren von der Firma Georg Saumweber und von Johann Hirsch aus Günzburg.
Die neue Kirche wurde am 10. September 1906 konsekriert. 1911 gab man die drei alten Babel-Altäre an die Kapuzinerkirche in Kempten ab. Von dort kamen sie 1921 in die Ingolstadter Pfarrkirche St. Anton. Sie fielen dort den Zerstörungen des Zweiten Weltkriegs zum Opfer.
1954 wurde ein Teil des ursprünglich weißen Stucks im Innenraum der Kirche farbig abgesetzt.
Der Turm der Kirche St. Andreas wurde 1977 renoviert. In den Jahren 1995 bis 1997 wurde der stark verrußte Innenraum gereinigt; die Änderungen von 1954 wurden dabei beibehalten. Der Chorraum wurde in den Jahren 1995 bis 1997 mit einem neuen Zelebrationsaltar und Ambo von Hannes Arnold und Klaus Dieter Eichler ausgestattet.

#### Äußeres
St. Andreas ist 40 Meter lang und 21 Meter breit; die Westfassade und der Chor zeigen einen Schweifgiebel. Die mittlere der fünf Fensterachsen tritt in einer flachen Apsis hervor. Vier Treppentürme mit Hauben betonen die Ecken des Langhauses. Fenster und Dachansatz sind stark profiliert, außerdem weist der gesamte Bau einen hohen Rauputzsockel auf. Der Schmuck der Eingänge von der Ulmer Gusssteinfirma E. Schwenk weist Formen des Jugendstils auf. Das Hauptportal auf der Westseite ist von Doppelsäulen und Weinstöcken gerahmt, der Schlussstein des Portalbogens ist als Faunskopf, der eine Christusbüste trägt, gestaltet. Die Seitenportale an der Nord- und der Südwand weisen Büsten der heiligen Andreas und des heiligen Ulrich auf, außerdem je zwei Evangelistensymbole und Psalmenverse.
Der Turm im nördlichen Chorwinkel weist im Erdgeschoss rechteckige Blendfelder zwischen Lisenen auf. Die Öffnungen sind dreipassförmig geschlossen. Über dem Gesims hat der Turm gekuppelte rundbogige Zwillingsfenster. Auf jeder Seite des Turms befindet sich ein Uhrenziffernblatt zwischen Eckpilastern. Die Schallöffnungen darüber sind rundbogig und besitzen Balusterbrüstungen und Putzrahmen unter Segmentverdachung. Das Schlussgesims trägt eine Zwiebelhaube mit abgeschrägten Ecken.

#### Inneres

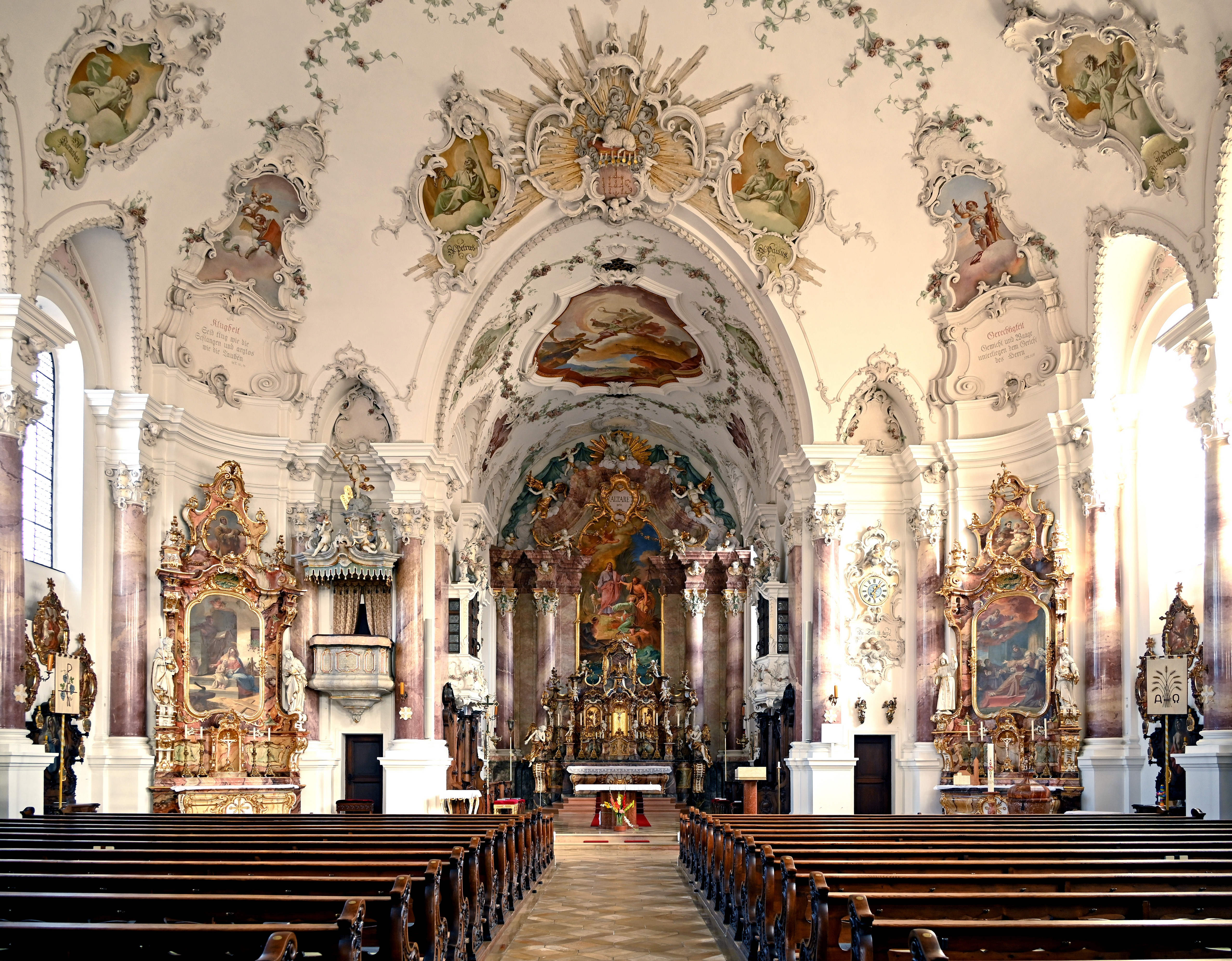
Innenraumn von St. Andreas

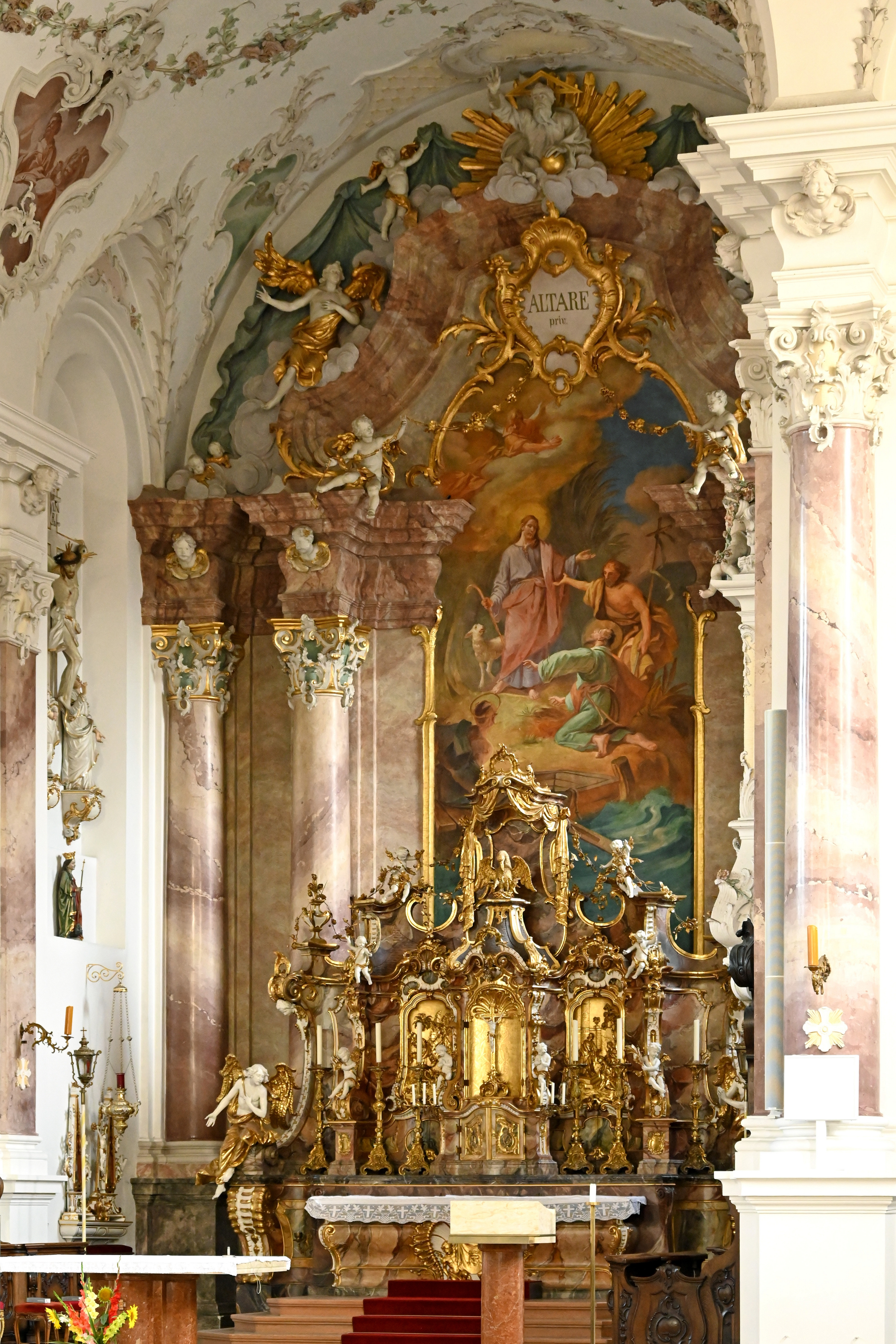
Altarraumn von St. Andreas

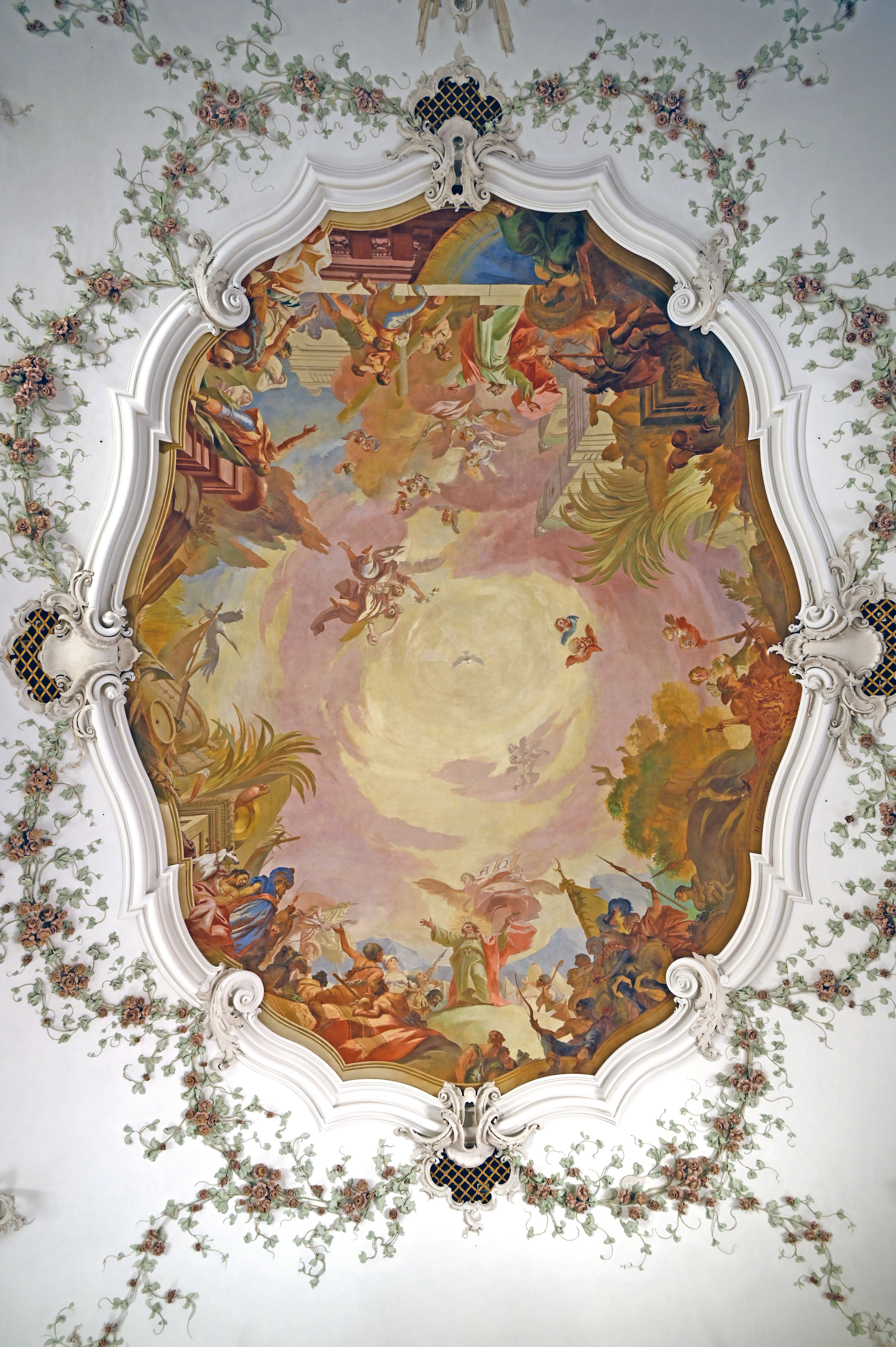
Langhausfresko

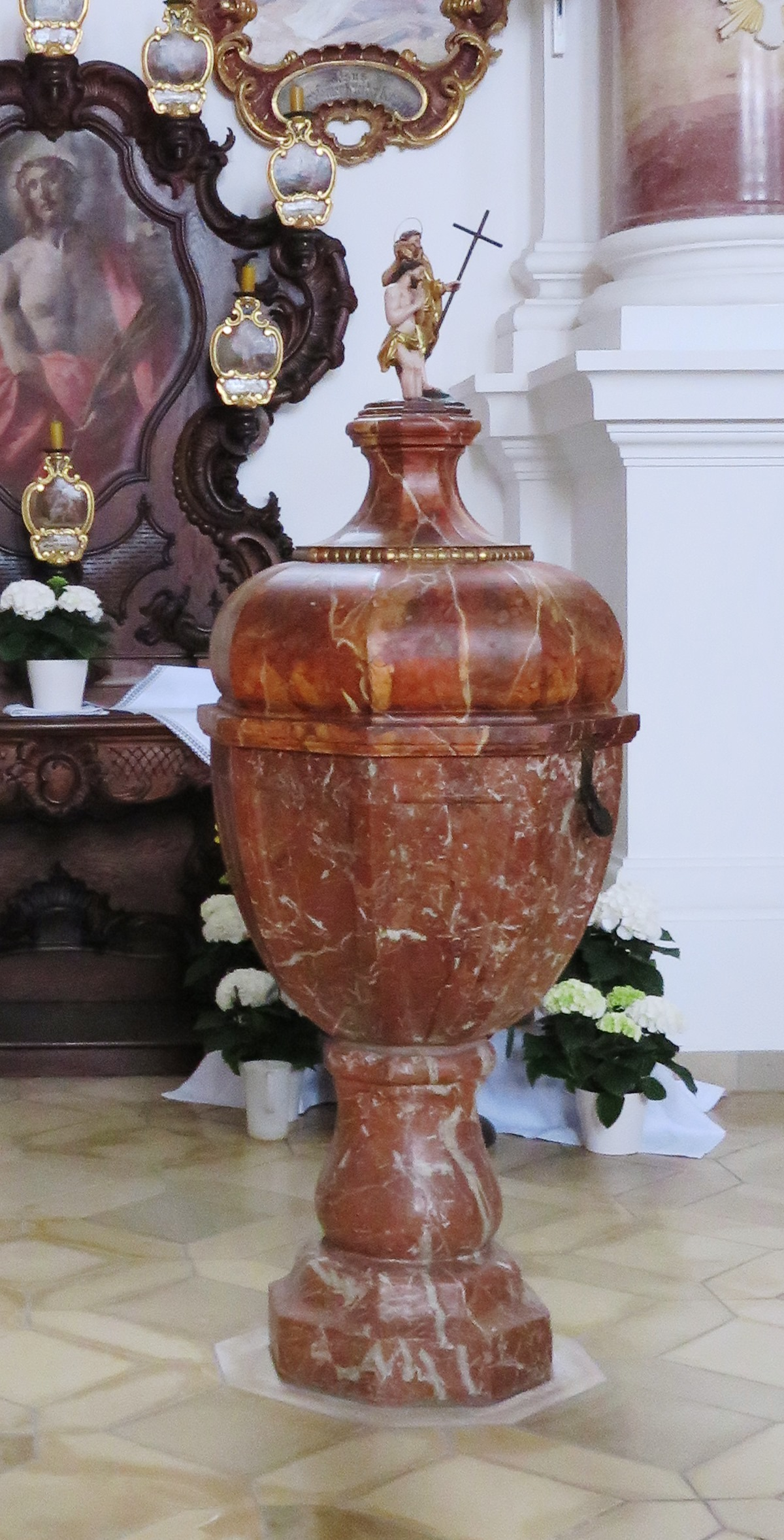
Taufstein mit Schnitzgruppe

Der Innenraum ist einschiffig und sehr breit. Dreiviertelsäulen aus Stuckmarmor dienen zur Gliederung des zum Oval umgeformten Kircheninneren. Verkröpftes Gebälk trägt das Gewölbe über dem Kirchenraum. Der Chorraum ist zweiachsig und besitzt ein Tonnengewölbe; weil im Osten die Straße vorbeiführt, endet er dort flach.
Die Deckenmalereien von Kolmsperger senior und junior sind in Seccomalerei ausgeführt. Wichtigstes Motiv, auch auf dem Hochaltar, ist der Apostel Andreas. Das Wandbild des Hochaltars zeigt dessen Berufung am Ufer des Sees Gennesaret. Andreas kniet vor Jesus; er wird von Johannes dem Täufer empfohlen, während sein Bruder Simon Petrus im Vordergrund in einem Boot sitzt. Im Auszug befindet sich ein Stuckrelief Gottvaters, der von Engeln begleitet wird. Der untere Teil des Hochaltarbildes ist von einem Tabernakel verdeckt, in dem geweihte Hostien aufbewahrt werden. Dessen Gehäuse ist mit Rocaillen, Girlanden, Vasen und Engelputten verziert. Von Ostern bis Pfingsten ist als zentrale Statuette der triumphierende auferstandene Christus zu sehen, während an Pfingsten der Heilige Geist und für den Rest des Jahres über der Pelikan aufgestellt wird. Die Statuette wird von anbetenden Engeln, Putten mit Früchten und Blumen sowie zwei Reliefs umgeben, das linke zeigt die Opferung des Isaak, das rechte die Segnung Abrahams durch Melchisedek.
Auf dem Deckenbild über dem Hochaltar ist der heilige Andreas dargestellt, der, kenntlich gemacht durch das Andreaskreuz, als Schutzherr über dem Marktort schwebt. Vier herzförmige Kartuschen umgeben dieses Gemälde. Sie enthalten in Grisaillemalerei Darstellungen der Evangelisten. Im Langhaus wird in einem Ovalbild auf der Westseite gezeigt, wie Andreas den Heiden in Achaia predigt, auf der Ostseite sieht man den Beginn seines Martyriums in Patras. Außer diesem zentralen Deckenbild weist das Langhaus noch eine Stuckfigur des Gotteslamms auf dem Buch mit den sieben Siegeln auf. Sie befindet sich über dem Chorbogen. Die Ecken des Raumes nehmen Putten mit den Attributen der Kardinaltugenden ein; die zwölf Apostel, dargestellt in Grisaillemalerei in Stuckkartuschen, sind in kranzförmiger Anordnung zu sehen.
Der Zelebrationsaltar besitzt einen Tisch aus Kelheimer Marmor, der auf einem Träger aus rotem Marmor ruht. Auch das Lesepult ist aus verschiedenfarbigen Marmorsorten gearbeitet. Das Chorgestühl ist aus dunklem Holz geschnitzt. Eine zugesetzte Fensternische der linken Chorwand beherbergt die Figur der heiligen Margareta aus dem 15. Jahrhundert, die noch aus dem spätgotischen Vorgängerbau stammt. Sie wurde 1935 neu gefasst und mit einem neuen Kreuzstab versehen. Darüber befindet sich eine Kreuzigungsgruppe von 1706, die wahrscheinlich von Nikolaus Babel stammt.
Links vom Chorbogen steht der Stephanusaltar, dessen Altarblatt 1909 von Waldemar Kolmsperger gemalt wurde. Es zeigt die Heilige Familie in Nazaret. Statuen der Eltern Mariä flankieren das Gemälde. Der heilige Stephanus ist im Auszug zu sehen. Die Weihnachtskrippe der Nesselwanger Kirche ist außerhalb der Weihnachtszeit unter der Mensa dieses Altars verborgen.
Der Kanzelkorb befindet sich über der Tür neben dem Stephanusaltar. Der Schalldeckel ist mit Putten geschmückt, die Attribute der theologischen Tugenden Glaube, Liebe und Hoffnung tragen.
Antonius von Padua ist der rechte Seitenaltar gewidmet. Er ist im Auszug mit dem Jesuskind, auf dem Altarblatt sterbend dargestellt. Die Seitenfiguren stellen Elisabeth von Thüringen und den heiligen Franziskus dar. Am Karsamstag wird der Grabchristus gezeigt, der sonst unter der Mensa verborgen ist.
Ein rotmarmorierter Taufstein, der noch aus der Vorgängerkirche stammt, steht vor dem Antoniusaltar. Sein Deckel trägt eine Schnitzgruppe mit der Taufe Jesu, die aus dem Jahr 1708 stammt. Sie dürfte eine Arbeit aus der Werkstatt des Nikolaus Babel sein.
Während sich auf der linken Seite neben dem Stephanusaltar die Kanzel befindet, ist auf der rechten Seite neben dem Antoniusaltar eine Stuckkartusche mit Engeln und einer Uhr zu sehen; eine Inschrift mahnt: „Die Zeit ist kurz.“
In der Apsis der linken Langhausseite steht ein Säulenaltar mit der Übergabe des Rosenkranzes an die Heiligen Dominikus und Katharina von Siena. Dieses Gemälde von Franz Anton Weiß aus Rettenberg stammt aus dem Jahr 1778 und wurde für die Nesselwanger Rosenkranzbruderschaft gemalt. Es wurde vom rechten Seitenaltar der abgerissenen Barockkirche übernommen. Die Seitenfiguren stellen die Heiligen Scholastika und Joseph dar, offenbar in Anlehnung an die Vornamen des Stifterehepaares Eichele. Im Auszug dieses Altars ist ein Marienmonogramm zu sehen. Unter dem Altar werden die Reliquien des heiligen Cölestin aufbewahrt, die sich seit dem 18. Jahrhundert in Nesselwang befinden.
Auf der rechten Langhausseite steht ein Herz-Jesu-Altar mit einem Gemälde von Waldemar Kolmsperger aus dem Jahr 1910. Die Assistenzfiguren stellen die Bisthumsheiligen Ulrich und Afra dar. Der Auszug enthält ein IHS-Zeichen. Unter dem Altar befinden sich die Reliquien des heiligen Aurelius.
Neben den Langhausaltären befinden sich Beichtstühle, deren plastischer Schmuck auf das Bußsakrament hinweist. Außerdem sind die Langhauswände mit 14 großen Kreuzweggemälden von Kolmsperger geschmückt.
Neben den beiden vorderen Seitenaltären befinden sich Kredenztische, an denen je acht Tortschen montiert sind, die mit Rosenkranzgeheimnissen bemalt sind. Sie wurden 1778 von Franz Anton Weiß für die Rosenkranzbruderschaft geschaffen.
Zehn Zunftstangen aus der Zeit um 1670 mit Heiligenfiguren und Zunftzeichen gehören ebenfalls zur Ausstattung von St. Andreas. Sie waren einst an den Kirchenbänken befestigt, befinden sich aber mittlerweile an den Wänden. Drei dieser Zunftstangen, die mit „G. B.“ signiert sind, werden Georg Bayrhoff zugeschrieben, andere dürften aus der Pfrontener Babel-Werkstatt stammen. Das Zunftzeichen der Metzger stammt von Johann Erdt; es ist um 1750 entstanden und damit deutlich jünger als die anderen.

#### Orgel

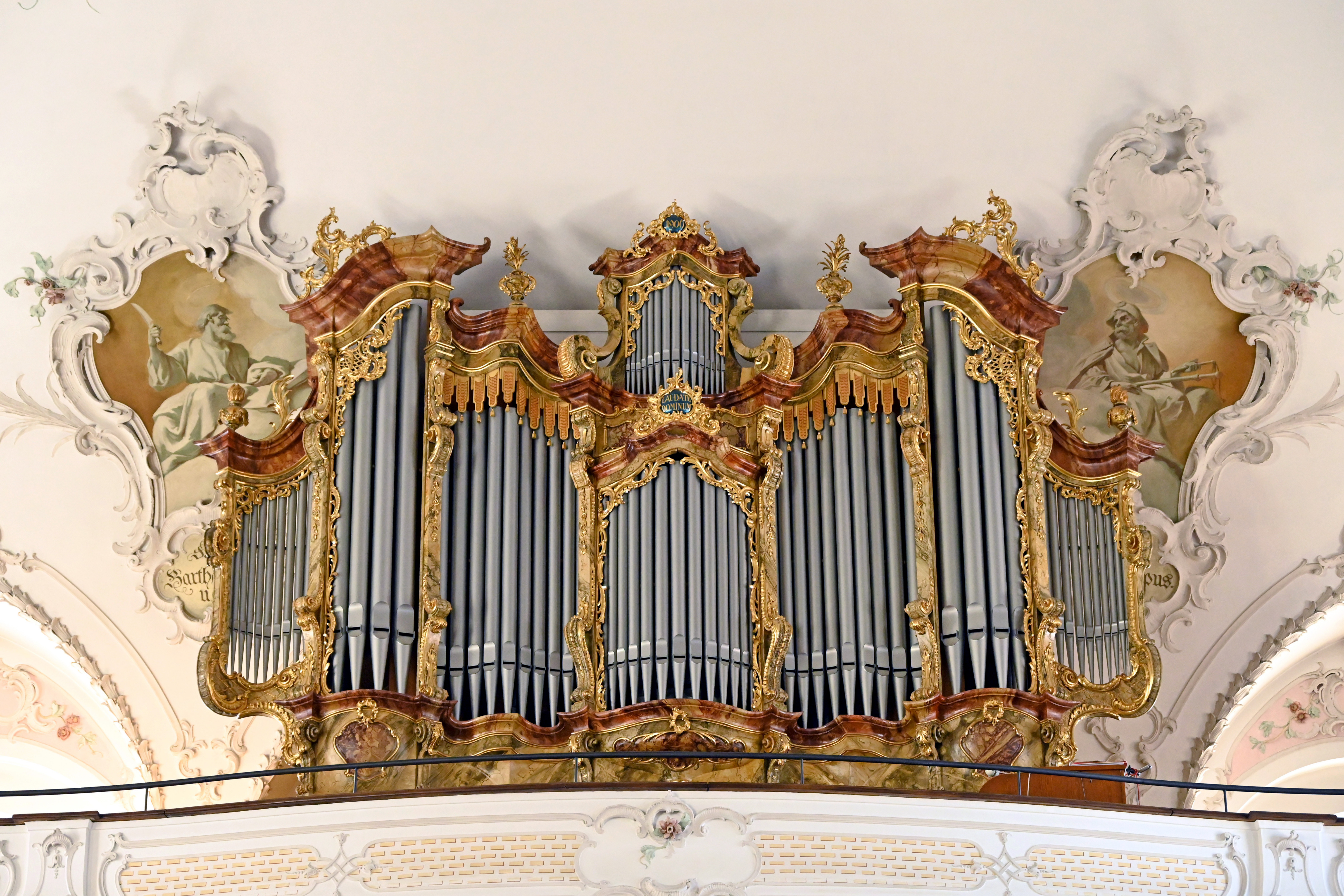
Orgel der Gebrüder Hindelang

Die Orgel wurde 1906 von Orgelbauern Gebrüder Hindelang (Ebenhofen) erbaut, und 1957 von den Erbauern vergrößert. Das Instrument wurde 1979 renoviert. Die Orgel hat 37 Register auf drei Manualwerken und Pedal. Die Spiel- und Registertrakturen sind elektropneumatisch.
| I Hauptwerk C–g3 |                 |       |
| 1.               | Principal       | 16′   |
| 2.               | Principal       | 8′    |
| 3.               | Gedeckt         | 8′    |
| 4.               | Gemshorn        | 8′    |
| 5.               | Octav           | 4′    |
| 6.               | Rohrflöte       | 4′    |
| 7.               | Waldflöte       | 2′    |
| 8.               | Rauschpfeife II | 2 ⁄3′ |
| 9.               | Mixur V-VI      | 1 ⁄3′ |
| 10.              | Trompete        | 8′    |
| 11.              | Klarine         | 4′    |

| II Schwellwerk C–g3 |                 |        |
| 12.                 | Harfenprincipal | 8′     |
| 13.                 | Gedeckt         | 8′     |
| 14.                 | Salicional      | 8′     |
| 15.                 | Schwebung       | 8′     |
| 16.                 | Praestant       | 4′     |
| 17.                 | Traversflöte    | 4′     |
| 18.                 | Piccolo         | 2′     |
| 19.                 | Terz            | 1 3⁄5′ |
| 20.                 | Quint           | 1 ⁄3′  |
| 21.                 | Nachthorn       | 1′     |
| 22.                 | Scharff VI      | 1′     |
| 23.                 | Krummhorn       | 8'     |

| III Positivwerk C–g3 |             |       |
| 23.                  | Rohrgedeckt | 8′    |
| 24.                  | Spitzflöte  | 4′    |
| 25.                  | Nasat       | 2 ⁄3′ |
| 26.                  | Superoctave | 2′    |
| 27.                  | Cymbel IV   | 2⁄3′  |
| 28.                  | Vox humana  | 8′    |

| Pedal C–f1 |                 |       |
| 29.        | Principalbass   | 16′   |
| 30.        | Subbass         | 16′   |
| 31.        | Zartbass        | 16′   |
| 32.        | Oktavbass       | 8′    |
| 34.        | Bassflöte       | 4′    |
| 35.        | Octav           | 2′    |
| 36.        | Hintersatz IV 0 | 2 ⁄3′ |
| 37.        | Posaune         | 16′   |

#### Geläut
St. Andreas verfügt über fünf Glocken. Die „Elfere“, die zusammen mit der Barockkirche geweiht wurde, hat einen Durchmesser von 105 Zentimetern und eine Höhe von 90 Zentimetern sowie den Ton G. Sie trägt eine lateinische Inschrift, in der auf den Gießer Johann Melchior Ernst und auf den Auftraggeber hingewiesen wird: den Rat und die Bevölkerung von Nesselwang unter dem Bischof Johannes Christophorus von Freiberg.
Die „Große Glocke“ mit dem Ton C wiegt 2020 Kilogramm, hat einen Durchmesser von 147 Zentimetern und eine Höhe von 117 Zentimetern und wurde 1751 vom Reichsstift Kempten gekauft. 1762 wurde sie von einem Mitglied der Glockengießerfamilie Ernst in Memmingen umgegossen.
Die „Kleine Glocke“ wurde 1924 umgegossen, die „Gefallenenglocke“, die von der Glockengießerei Gebhard in Kempten stammt, und die „Antlaßere“ wurden beide im Jahr 1950 gegossen.